# Staverden

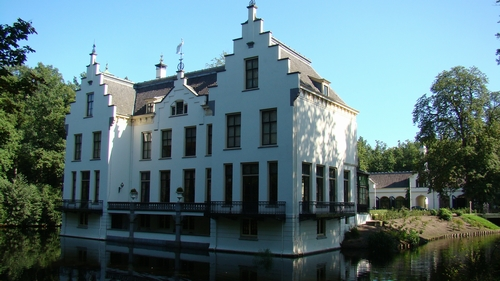
Zamek w Staverden

Staverden – najmniejsze miasto w Holandii, położone w Geldrii. Otrzymało prawa miejskie w 1298 roku.